# Municipio Turén
Turén es uno de los 14 municipios que conforman el Estado Portuguesa,Venezuela. Ubicado al este del estado llanero, tiene como límites al norte el Municipio Páez, al sur el Municipio Santa Rosalía, al este el Estado Cojedes y al oeste al Municipio Esteller. Tiene una superficie de 1 324 km² y una población de 71 825 (censo 2011). Su capital es Villa Bruzual y está dividido desde 1996 en cuatro parroquias: Villa Bruzual, Canelones (La Misión), Santa Cruz y San Isidro Labrador (la colonia).

## Historia
El pueblo de Yujure o Jujure, conocido también como San Antonio de Padua de Turén, fue fundado en el 1 de marzo de 1724 por el fraile Capuchino Francisco de Campanillas y Blanco, con indios guamos y Atatures; a los cuales en 1754 se le juntaron un buen número de yaruros. En 1757, sus vecinos eran 318 y en 1770 contaba con 350 personas. En junio de 1776 su población había subido a 80 familias con 979 personas, de los cuales 318 eran indios; con un grupo en régimen militar que servían como soldados. El presbítero Joseph de Soto, estuvo durante largos años al frente de esta feligresía, a la que cuidó con singular esmero ayudado por Fray Anselmo de Hardales. De este primitivo pueblo, hoy día no queda más que un reducido caserío, conocido con el nombre de "Pueblo Viejo" o "Turén Viejo".
"Villa Bruzual" o Turén, fundada en 1797 por Fray Juan de Alhama, es la capital del Municipio Turén; pero en la guerra Federal (1858-1863) o guerra de los Cinco Años, el Caudillo Manuel Ezequiel Bruzual, (n. Santa Marta,  Colombia 1830 - m. Curaçao 1868), Presidente Provisional de la República 1868; apodado ‹El Soldado Sin Miedo›, hiciera de Sabaneta, su campamento y lugar propicio para sus retiradas favoritas y descanso. En 1864 dieron a este pueblo el título de "Villa Bruzual"; y a "Turén" el de Departamento.
Posterior al derrocamiento del General Isaías Medina Angarita, la Junta Revolucionaria de Gobierno comienza a materializar los proyectos existentes que diseñaron los anteriores gobernantes sobre el desarrollo agrícola sustentable basado en la colonización de grandes extensiones.
Dentro de esta realidad se adoptó un modelo desarrollista con evidente influencia de los Estados Unidos. Dicho modelo hizo posible el establecimiento de relaciones sociales de producción en el sector agrícola basados en el capitalismo. En este orden de ideas, a finales de la década de 1940 y comienzos de 1950, se inicia un "Proyecto de Estado" denominado UNIDAD AGRÍCOLA DE TURÉN (U.A.T.), que se concretizó sucesivamente en la Colonia agrícola de Turén. Para tal fin, el gobierno a través de la diplomacia itinerante hizo uso de los convenios internacionales suscritos durante la postguerra sobre ayuda a refugiados y puso en práctica la política de fronteras abiertas de inmigración selectiva impulsada por el general Marcos Pérez Jiménez, en donde ingresaron europeos (en su mayoría italianos, españoles y alemanes) con tradición agrícola que compartieron labores con ciudadanos venezolanos provenientes de diversas regiones de la República. En 1949, la Unidad o Colonia Agrícola de Turén, la más ambiciosa experiencia de este tipo jamás realizada en un país caribeño, fue iniciada a ser realizada. Ubicada, así como la colonia Tovar, en una zona de montañas, el futuro Granero de Venezuela abrigó, junto a una minoría de agricultores locales, una babel de inmigrantes de varios países. Inicialmente fueron sobre todo europeos orientales, llegados por medio de la "International Refugee Organization", muchos de ellos germanos étnicos provenientes de Rumanía, pero ya en el comienzo de los años 50 los italianos y alemanes pasaron a constituir la mayoría relativa de la población inmigrante.
El 29 de septiembre de 1952, durante la dictadura de Marcos Pérez Jiménez, la Guardia Nacional perpetró en la localidad la masacre de Turén como represalia a un levantamiento campesino, donde según algunos estimados mataron a más de cien personas.

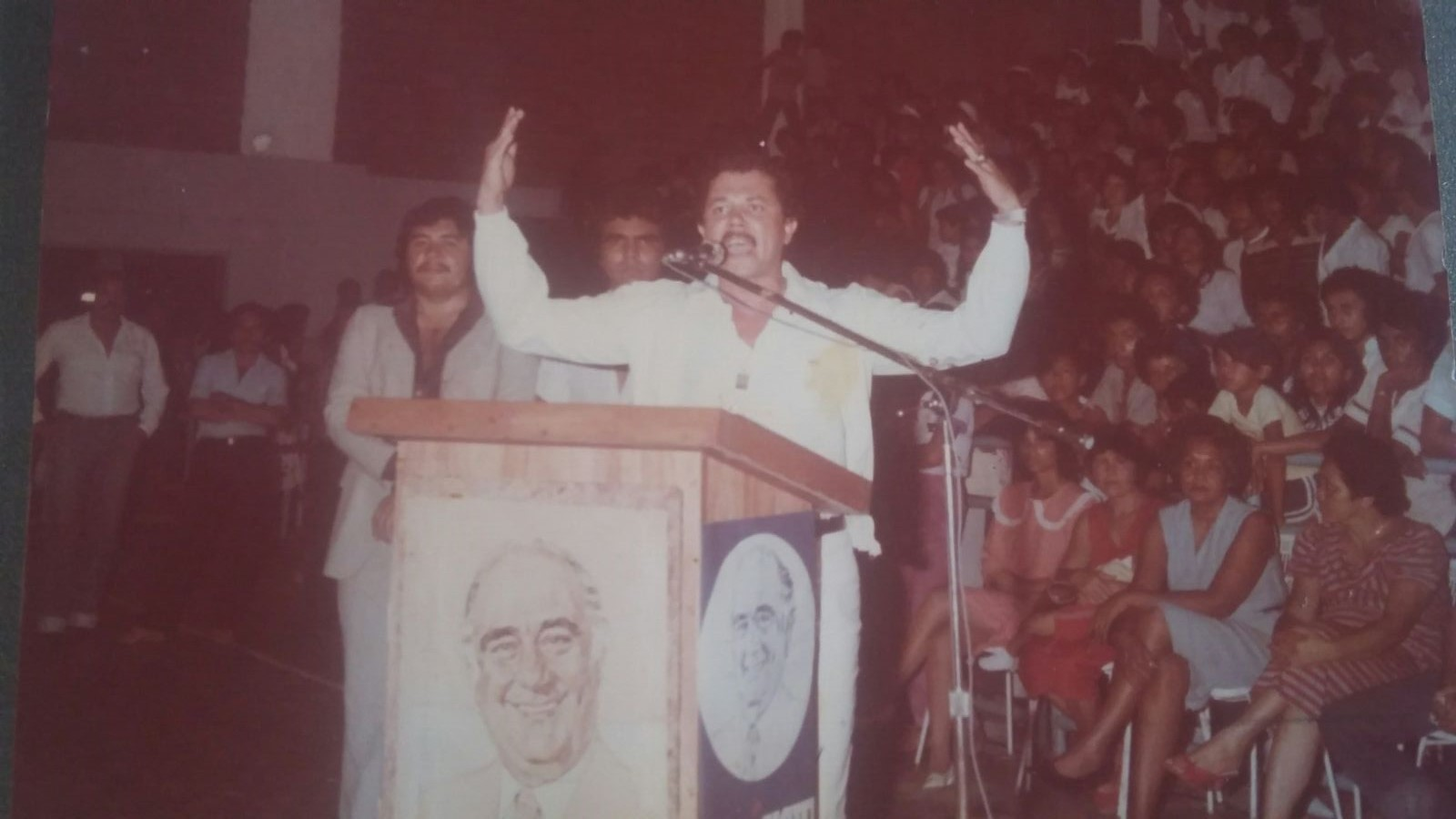
Francisco Mendoza Pérez primer alcalde electo bajo elecciones directas.

En los años sesenta y setenta la colonia creció enormemente con un desarrollo económico calificado entre los mejores de toda Latinoamérica.
El Ferrocarril que llega a la Estación Colonias de Turen que es parte del Ferrocarril Yaritagua - Aarigua - Araure - Colonias de Turen, ya esta adelantada su construcción faltando colocar solo los rieles desde Araure hasta Colonias de Turen. Los terraplenes ya están construidos hasta Colonias de Turen.

## Geografía
El terreno es casi completamente plano, pendiente de 4%, con vegetación boscosa. El principal curso de agua es el Río Acarigua, que atraviesa los principales poblados del municipio. Presenta una temperatura media de 27 °C y precipitaciones anuales de 1.424 mm. Desde el punto de vista geológico, en el municipio se evidencian aluviones recientes, de permeabilidad variable, generalmente alta, de estructura no consolidada y edad cuaternaria reciente.
Respecto a la clasificación de los suelos, hacia el sector de Caño Amarillo se encuentran suelos profundos con textura media, de fertilidad alta y drenaje imperfecto desde el punto de vista taxonómico, así como imperfectamente drenados; hacia el sureste de Villa Bruzual, los suelos son profundos con textura media, fertilidad media a alta con inclusiones de suelos arcillosos e imperfectamente drenados.

### Parroquias
1. Parroquia Villa Bruzual
2. Parroquia Canelones
3. Parroquia Santa Cruz
4. Parroquia San Isidro Labrador

## Economía
La producción agrícola del municipio Turén contempla los siguientes rubros: Arroz, algodón, sésamo (ajonjolí), girasol, maíz, patilla (sandía), sorgo, tabaco, caña de azúcar, caraota, frijol, quinchoncho y melón. Posee a la vez una buena producción ganadera, de bovino, porcino y equino.

## Deporte
- Estadio Víctor Ramos

### Equipo Deportivo
Atlético Turén en 1973 y recientemente Internacional Turén en 2016
- Academia Atlético Turén en 2020

## Política y gobierno

### Alcaldes
| Período                            | Alcalde                 | Partido político / Alianza | % de votos | Notas |
| ---------------------------------- | ----------------------- | -------------------------- | ---------- | --- |
| 1989 - 1992                        | Francisco Mendoza Pérez | AD                         | 43,08      | Primer alcalde bajo elecciones directas                                                                                |
| 1992 - 1995                        | Arturo Dell'Onto        | AD                         | 41,83      | Segundo alcalde bajo elecciones diretas                                                                                |
| 1995 - 2000                        | Arturo Dell'Onto        | AD                         | -          | Reelecto (se realizaron elecciones generales adelantadas en el 2000 debido a la aprobación de la Constitución de 1999) |
| 2000 - 2004                        | Fermín Aguilera         | MVR                        | 29,42      | Tercer alcalde bajo elecciones directas                                                                                |
| 2004 - 2008                        | Onofrio Cavallo Russo   | UPPI                       | 38,48      | Cuarto alcalde bajo elecciones directas                                                                                |
| 2008 - 2013                        | Onofrio Cavallo Russo   | PSUV                       | 55,46      | Reelecto (se postergan 1 año las elecciones municipales pautadas para finales del 2012)                                |
| 2013 - 2017                        | Onofrio Cavallo Russo   | PSUV                       | 45,07      | Reelecto |
| 2017 - 2021                        | Onofrio Cavallo Russo   | PSUV                       | 55,62      | Reelecto |
| 2021 - 2024                        | Onofrio Cavallo Russo   | PSUV                       | 41,05      | Reelecto |
| Fuente: Consejo Nacional Electoral |                         |                            |            | |